# Museo d'arte antica
Il Museo d'arte antica di Milano, situato all'interno del Castello Sforzesco, è sede di una delle raccolte di sculture e oggetti d'arte tardo-antica, medievale e rinascimentale tra le più importanti del nord Italia. Ricco infatti di oltre 2000 pezzi esposti in sale ornate da affreschi di età sforzesca e spagnola,fra cui la Cappella Ducale, il museo ospita opere e capolavori legati in particolar modo alla storia della città e della Lombardia, nonché opere d'arte acquisite nel tempo dal comune di Milano.
Le sale del museo ospitano l'armeria, contenente varie armature e una sezione di armi bianche nonché da fuoco dal tardo medioevo al XVIII secolo, diversi monumenti funerari di varia epoca, fra cui il celebre Monumento funebre a Gaston de Foix, la sala degli arazzi e del gonfalone di Milano (con ricamata l'effigie di Sant'Ambrogio).
Di particolare rilevanza la Sala delle Asse la cui volta affrescata interamente da Leonardo Da Vinci e collaboratori mostra una fitta serie di rami fioriti e intrecciati al cui culmine vi è lo stemma araldico degli Sforza.

## Ambienti espositivi del museo d'arte antica

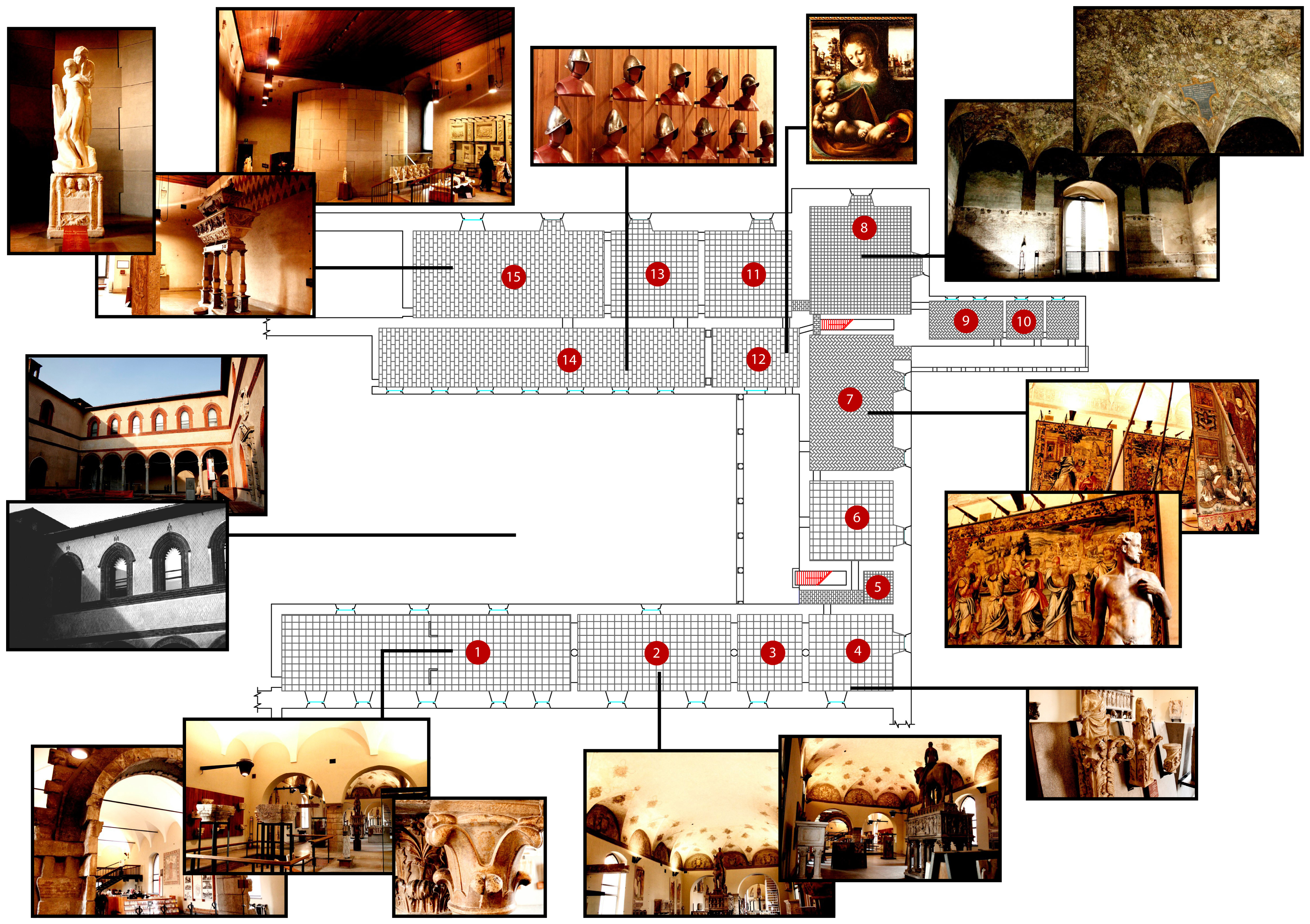
Pianta illustrata con immagini dell'allestimento per ogni sala

### Ingresso
La visita ai Musei del Castello si apre con il passaggio attraverso un portale denominato Pusterla Urbica, ricomposto qui coi pezzi che formavano l'arco lato campagna dell'antica Pusterla dei Fabbri, demolita nel corso del 1900.

### Sala I o sala della Cancelleria
Nella prima sala del Museo vi sono numerose testimonianze paleocristiane provenienti da svariate chiese milanesi oggi non più esistenti. Tra i resti presenti nella sala si possono ammirare le due basi di colonna del IV secolo, facenti parte della Basilica Nova; i frammenti dell'affresco sulla Tomba di Magnifredo, del IX-X secolo; il mosaico pavimentale del IV secolo; il sarcofago con incisi i simboli cristiani, un altro sarcofago da cui provengono i frammenti raffiguranti
la filosofia e la musica. Oltre alle testimonianze artistiche classico-romane vi sono anche quelle longobarde, popolazioni barbariche del Medioevo caratterizzate dal decorativismo abbondantemente espresso da una serie di lastre marmoree come il frammento ornato con la mano di Dio e due musi di animale; il frammento di lastra dell'VIII secolo; la vasca del XII secolo con la sua ordinata decorazione con fogliette e intrecci di nastri a nervature.
Nella stessa sala si trovano anche alcuni resti della tradizione bizantina come la testa dell'imperatrice Teodora, databile intorno al VI secolo. Infine sono presenti anche una serie di epigrafi, tutti risalenti al VII secolo, come l'epigrafe di Aldone, l'epigrafe di Domenico, e molto altro.

### Sale II e III – Arte romanica in Lombardia e la scultura Campionese

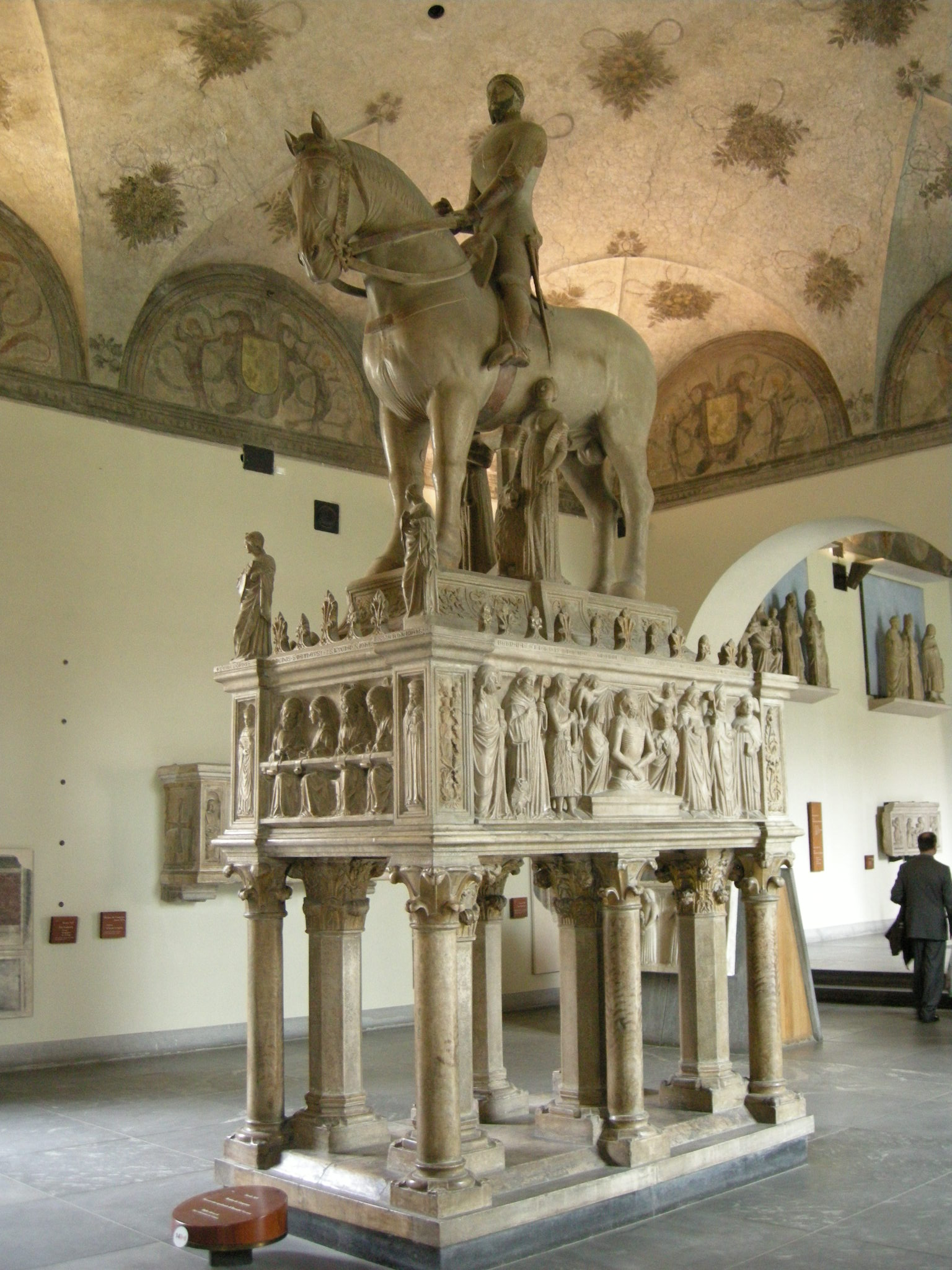
Bonino da Campione, Monumento equestre a Bernabò Visconti

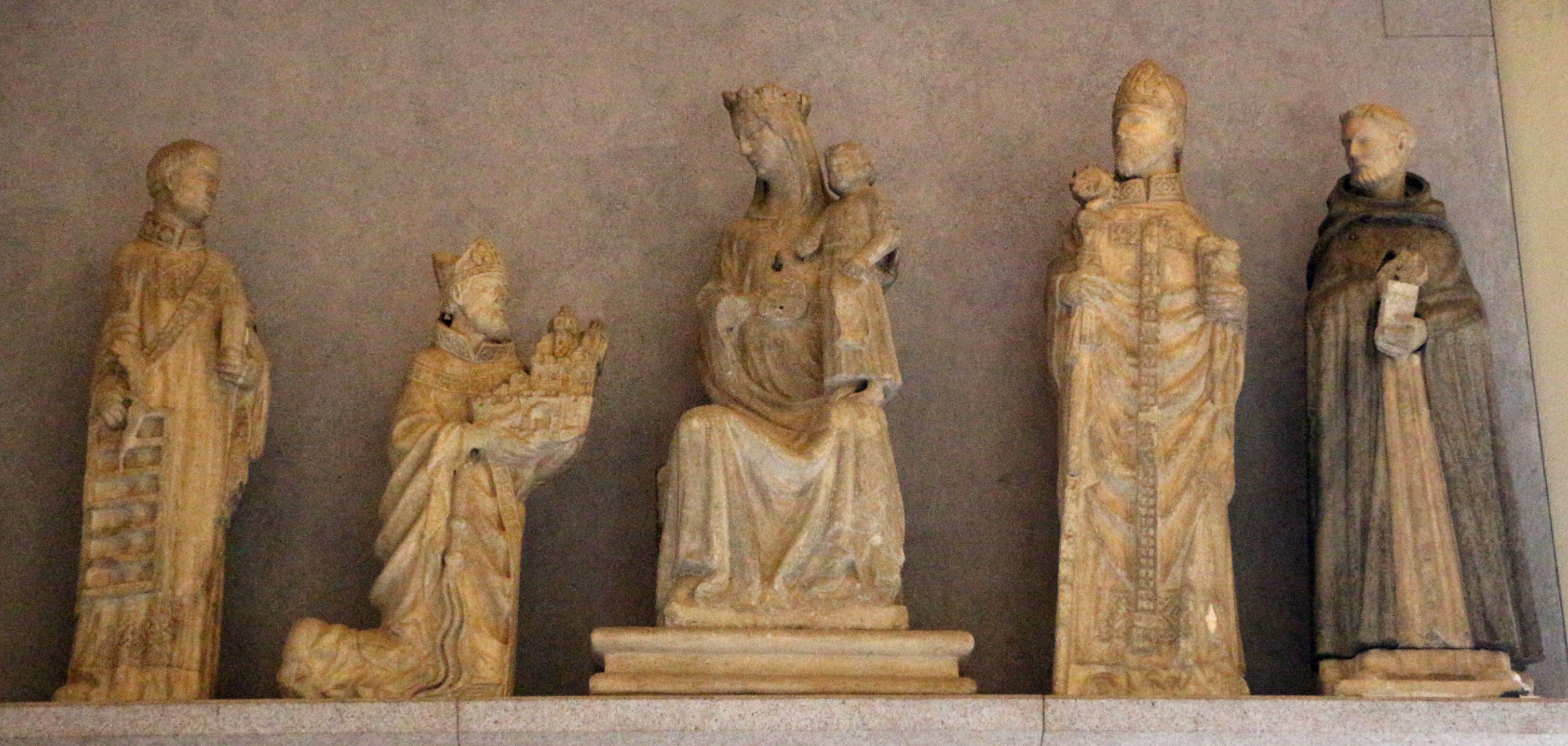
Ambito di Giovanni di Balduccio, statue dalla porta ticinese di Milano, 1350 ca.

Le sale sono dedicate alla scultura romanica e gotica Lombarda. All'interno si possono trovare opere databili tra il X e il XIV secolo, precedute da un raro esempio di scultura figurativa alto medievale: il Telamone del VI-VII secolo. La diffusione del romanico lombardo raggiunge l'apice con le maestranze campionesi, scultori e architetti provenienti dalla zona di Campione. In questo gruppo le poche figure artistiche di spicco sono Ugo da Campione, Matteo da Campione, e Bonino da Campione, del quale si può ammirare in questa sala una delle opere migliori: il Monumento equestre a Bernabò Visconti. Altra opera di rilievo è il Monumento sepolcrale di Regina della Scala a fianco a quella del marito Bernabò Visconti. Di autore ignoto sono il frontale di sarcofago con Madonna col Bambino, guerriero e Santi, da ammirare per la ricchezza di particolari; il rilievo con San Paolo, San Lorenzo e Santo Stefano e, infine, il frontale di sarcofago con la Madonna, il Bambino, alcuni Santi e una Monaca.
Per quanto riguarda il gruppo di Statue votive proveniente da Porta Ticinese, la statua raffigurante San Pietro martire sarebbe attribuibile a Giovanni di Balduccio, figura di grande rilievo nella Lombardia del tempo: a lui si deve, infatti, la diffusione dell'arte gotica a Milano. Divise in tre gruppi, le Statue votive raffigurano personaggi religiosi come la Madonna col Bambino, Sant'Ambrogio, San Lorenzo e Papa Celestino V, provenienti non solo da Porta Ticinese, ma anche da Porta Orientale e da Porta Comasina.
Nella terza sala troviamo esposta anche una stupenda Mandorla, originariamente decorativa di una finestra, che mostra da un lato l'immagine del Cristo Redentore e dall'altra l'Assunta. Questo frammento reca ancora delle tracce di policromia, influenza della scultura gotica. Sul pavimento vi sono due lastre tombali, l'una di Bianca di Savoia (proveniente dalla chiesa di Santa Chiara la Reale di Pavia) e l'altra, proveniente dalla Chiesa di San Francesco al Prato di Parma, riportante l'effigie di Antonello Arcimboldi.

### Sala IV – Influssi toscani nella scultura lombarda
Lo stemma affrescato del re di Spagna Filippo II e della moglie Maria Tudor (1555), una delle rare testimonianze della presenza spagnola al Castello, sovrasta la sala che illustra l'incontro e le reciproche influenze tra la scultura toscana e quella lombarda nel corso del XIV secolo.
La sala IV del Museo ospita alcune fra le più significative opere di Giovanni di Balduccio, celebre scultore toscano del '300. Tra le opere presenti in questa sala spicca, per dimensioni ed importanza, il Mausoleo di Franchino Rusca. Esso fu realizzato dopo il 1339, anno della morte di Rusca, che sarebbe dovuto comparire nell'opera adagiato sopra la lastra al di sotto dei due angeli. L'opera è una pregevole testimonianza di arte gotica, assai ben conservata, che richiama nello stile e nell'impostazione i contemporanei monumenti funebri toscani.
Nella stanza è conservata inoltre un'Annunciazione frammentaria, in origine affrescata sull'arco trionfale della Chiesa di San Giovanni in Conca, dalla quale provengono anche gli affreschi trecenteschi esposti nelle sale 2 e 3. Documentata in questa sala, è anche la facciata della perduta Chiesa di Santa Maria in Brera, sempre ad opera dello scultore italiano Giovanni di Balduccio, di cui restano soltanto pochi frammenti architettonici e decorativi. Su di essi è ancora possibile leggere l'iscrizione che attesta la data (1347) e la firma dello scultore. Il maestro toscano lavorò, subito dopo il suo arrivo a Milano, ad un'opera ordinatagli dai Visconti: lo attestano alcuni Frammenti rinvenuti nel 1943, nei pressi della Chiesa di Santa Tecla, che hanno sede in questa sezione del Museo. Dal sepolcro di Azzone Visconti, cui Balduccio doveva la sua fortuna milanese, proviene la Madonna col Bambino. Il sepolcro fu commissionato da Luchino e Giovanni Visconti per essere inserito nella corte della Chiesa di San Gottardo in Corte. Nella sala, inoltre, sono presenti due Pietà: la Pietà di Castelseprio, che è ascrivibile ad un maestro campionese e che sembra essere rappresentativa di un pathos nuovo, sintesi perfetta tra la tradizione lombarda e i nuovi influssi gotici caratterizzati da ritmi sinuosi e naturalistici e l'altra Pietà, proveniente dalla facciata di Santa Maria di Brera, nella quale forse si nota maggiormente un rinnovamento delle forme e degli schemi decorativi.

### Sala V o cappelletta

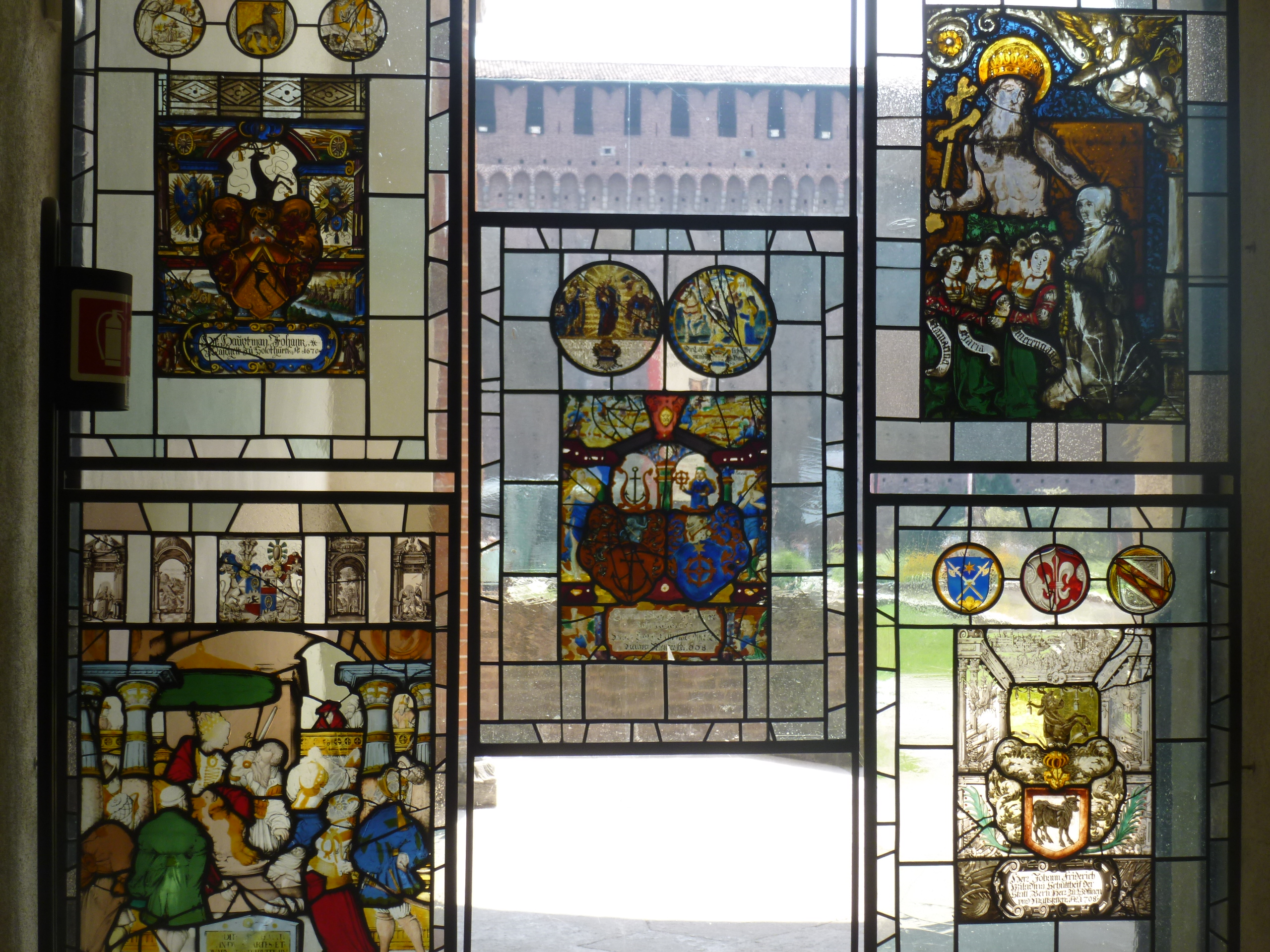
Vetrate di provenienza svizzera e tedesca

La volumetria di questa sala è stata recuperata da Luca Beltrami nel corso dei restauri della fine dell'Ottocento e riunisce interessanti opere sacre del XIV e del XV secolo sotto una piccola volta affrescata con putti attribuita a Callisto Piazza. L'opera più importante della sala è il Crocefisso ligneo, databile tra la fine del XIV e gli inizi del XV secolo e prodotto in Italia settentrionale, caratteristico per il volto tirato in una smorfia dolente. Alle pareti vi sono lunette affrescate con stemmi gentilizi delle famiglie Alvarez, Figueroa e Pimentel, alle quali appartennero governatori della città e castellani. Sulla parete destra, verso la finestra, si osserva il capitello per colonnine binate, in marmo, risalente alla fine del XIII secolo: esso rappresenta teste di caprone contrapposte e una mezza figura umana incappucciata.
Appartenente a una scuola inglese del XIV secolo è il bassorilievo collocato sulla parete a sinistra, raffigurante il bacio di Giuda (1888), in alabastro, opera trecentesca di scuola inglese e dono di Luca Beltrami e proveniente dalla demolita cappella della Rocchetta di Porta Romana. Al centro della sala, nella superficie del pavimento, è inserita la Lapide tombale di Giovanni Lanfranchi, Podestà di Milano nel 1322. Nel corridoio d'ingresso alla sala è collocata la lastra raffigurante un Poeta laureato, dono del conte Gian Giacomo Poldi Pezzoli. Essa reca, all'interno di una cornice polilobata, il ritratto di profilo di un giovane coronato d'alloro. Nella nicchia posta nella parete di fondo della sala è inserita una Madonna col bambino, in terracotta policroma, con Angeli e Santi, opera artigianale del XV secolo.
Inserite nella finestra che si affaccia sulla Corte Ducale, si trovano cinque vetrate di piccole dimensioni di provenienza svizzera e tedesca. Gli elementi che le compongono non sono pertinenti tra loro, ma probabilmente furono accostate in seguito: stemmi sei/settecenteschi, il Giudizio di Salomone, la Resurrezione e la Madonna col bambino tra San Giovanni Battista e San Martino.

### Sala VI o sala della Cancelleria – Memorie storiche della Milano medievale

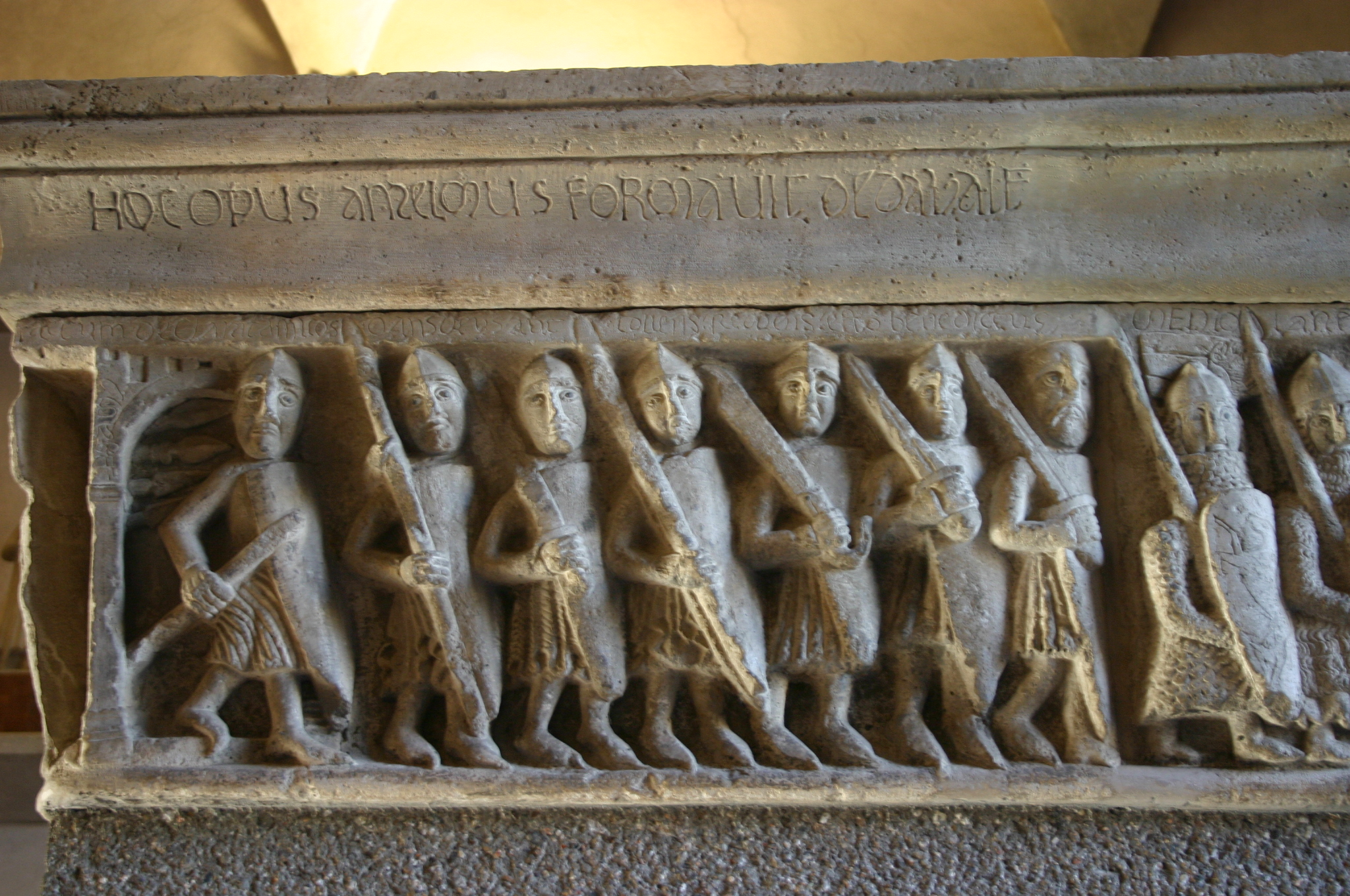
Ritorno dei milanesi in città dopo la demolizione di Milano, proveniente dalla demolita Porta Romana, 1171

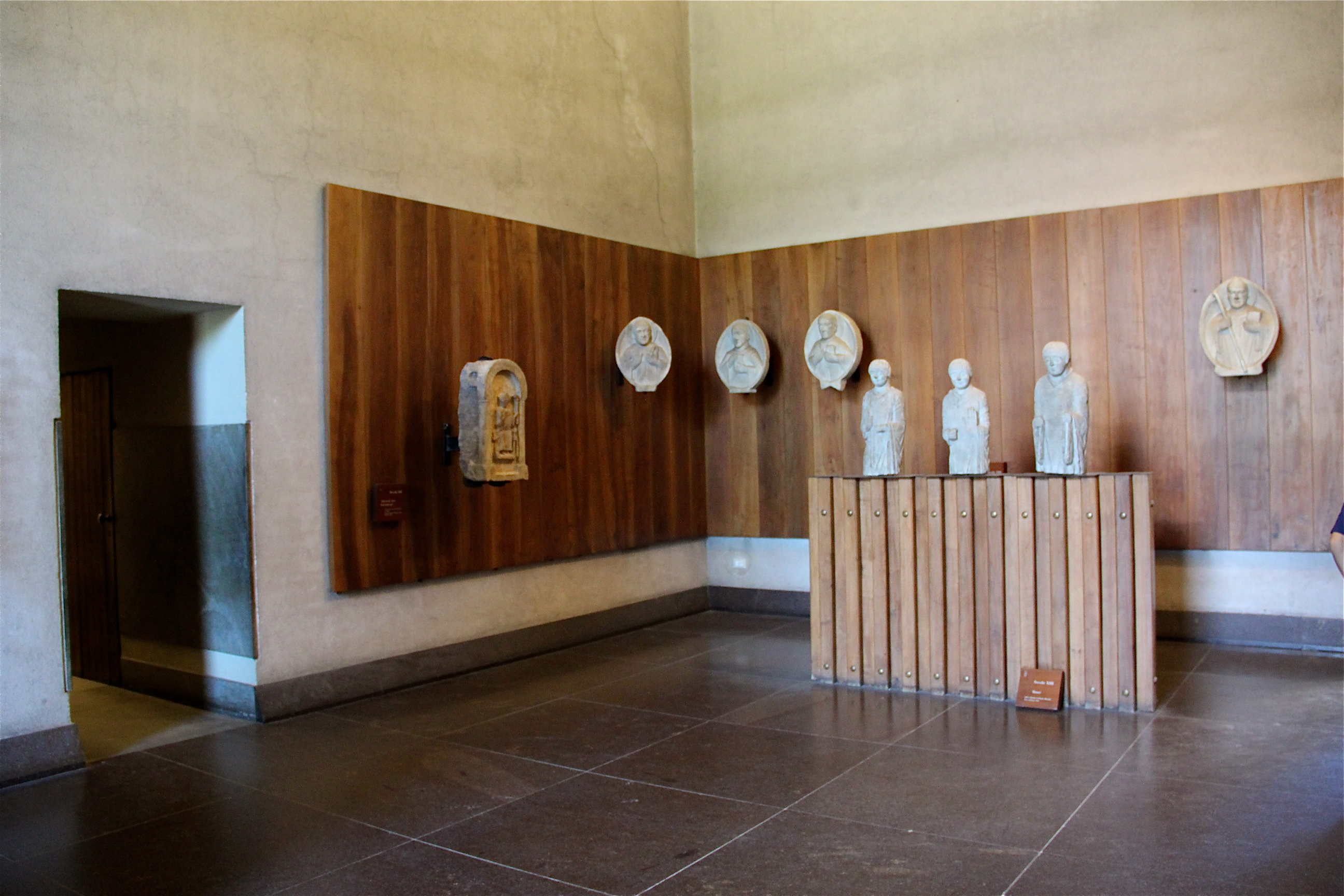
Scorcio sala VI

La sala della Cancelleria contiene sculture che rappresentano la vita civile di Milano nel periodo del basso medioevo. Sulla parete di sinistra si trova una lastra con i simboli degli evangelisti (prima metà del XII secolo), proveniente dalla Chiesa di Santa Maria Beltrade, abbattuta nel 1926 durante i lavori di sistemazione dell'omonima piazza, lungo via Torino. La composizione è molto semplice, basata sulle rappresentazioni speculari del bue, che rappresenta San Luca, e dell'angelo, San Matteo; a sinistra troviamo l'aquila che rappresenta San Giovanni, e il leone a destra, San Marco.
Di grande rilevanza sono i fregi figurati presenti sulla Porta Romana medievale (il più importante ingresso della città demolito nel 1793), montati su due strutture murarie che riproducono, in dimensioni minori, la loro originaria sistemazione sulla porta medievale. I rilievi sulla parete sinistra della sala commemorano il solenne rientro dei milanesi in città dopo la distruzione operata da Federico Barbarossa. Su questi sono presenti le firme dei lapicidi Anselmo e Gerardo. I rilievi di destra ricordano la cacciata degli Ariani ad opera di Sant'Ambrogio. Il rilievo collocato sulla parete riguardante la figura femminile impudica ha funzione apotropaica e proviene dalla fronte esterna di Porta Vittoria. Un altro rilievo di grande significato è quello che rappresenta la processione dell'immagine devota dell'Idea, proveniente anch'esso dalla Chiesa di Santa Maria Beltrade. Posto sulla parete di sinistra si trova un tabernacolo votivo con Sant'Ambrogio, raffigurato seduto in atto di benedire con la mitra e il pastorale, attributi della sua carica episcopale. Sulla parete destra è collocata una lastra con lo stemma dei Torriani (XIII secolo), proveniente da Chiaravalle, raffigurante una torre coronata da merli ghibellini con un robusto portale e due ordini di finestre. All'interno della sala si trovano quattro busti di santi entro mandorle.

### Sala VII o sala del Gonfalone – La scultura tra il XVI e il XVIII secolo e gli arazzi

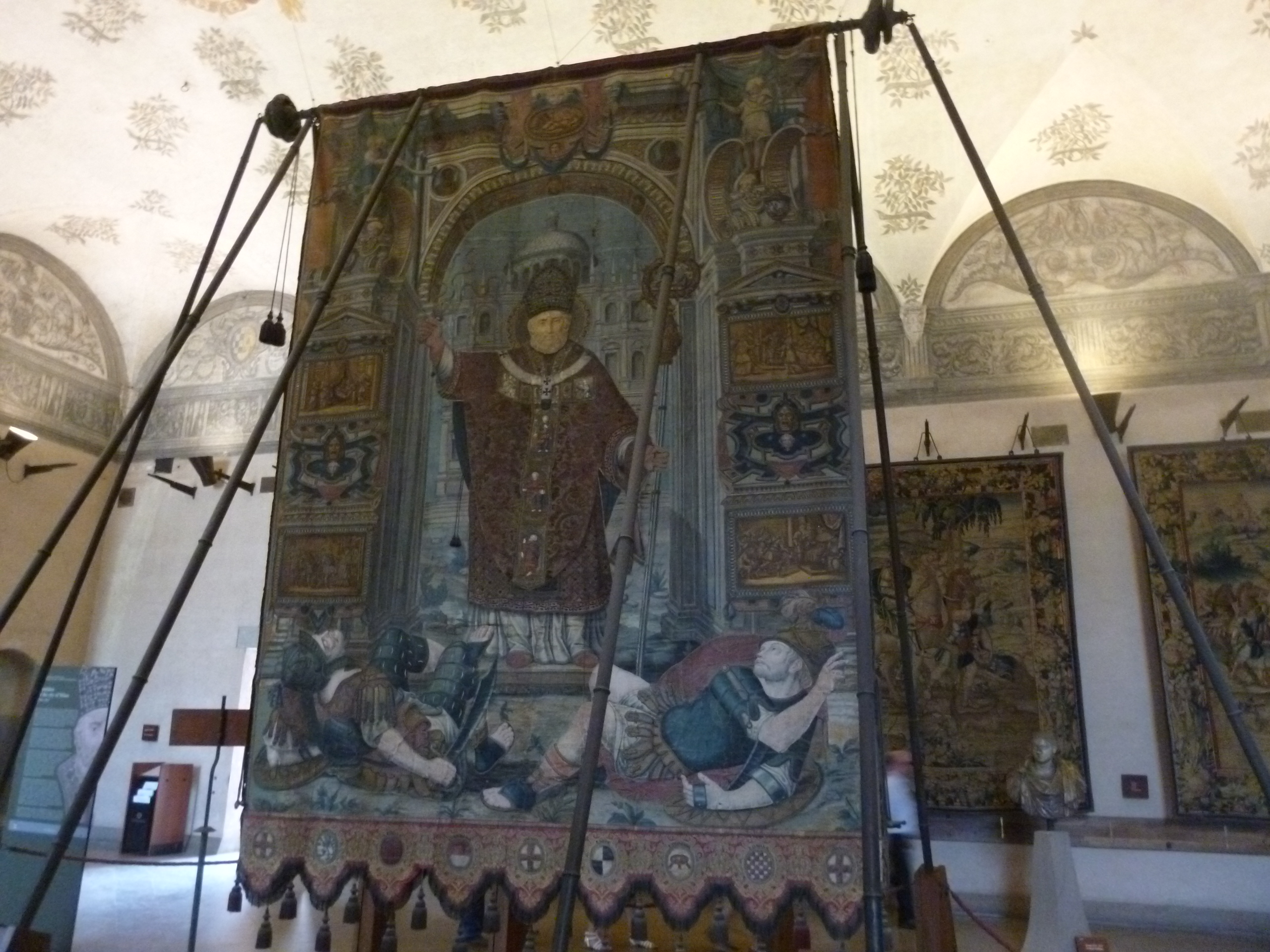
Giuseppe Arcimboldi e Giuseppe Meda, Gonfalone della Città di Milano,

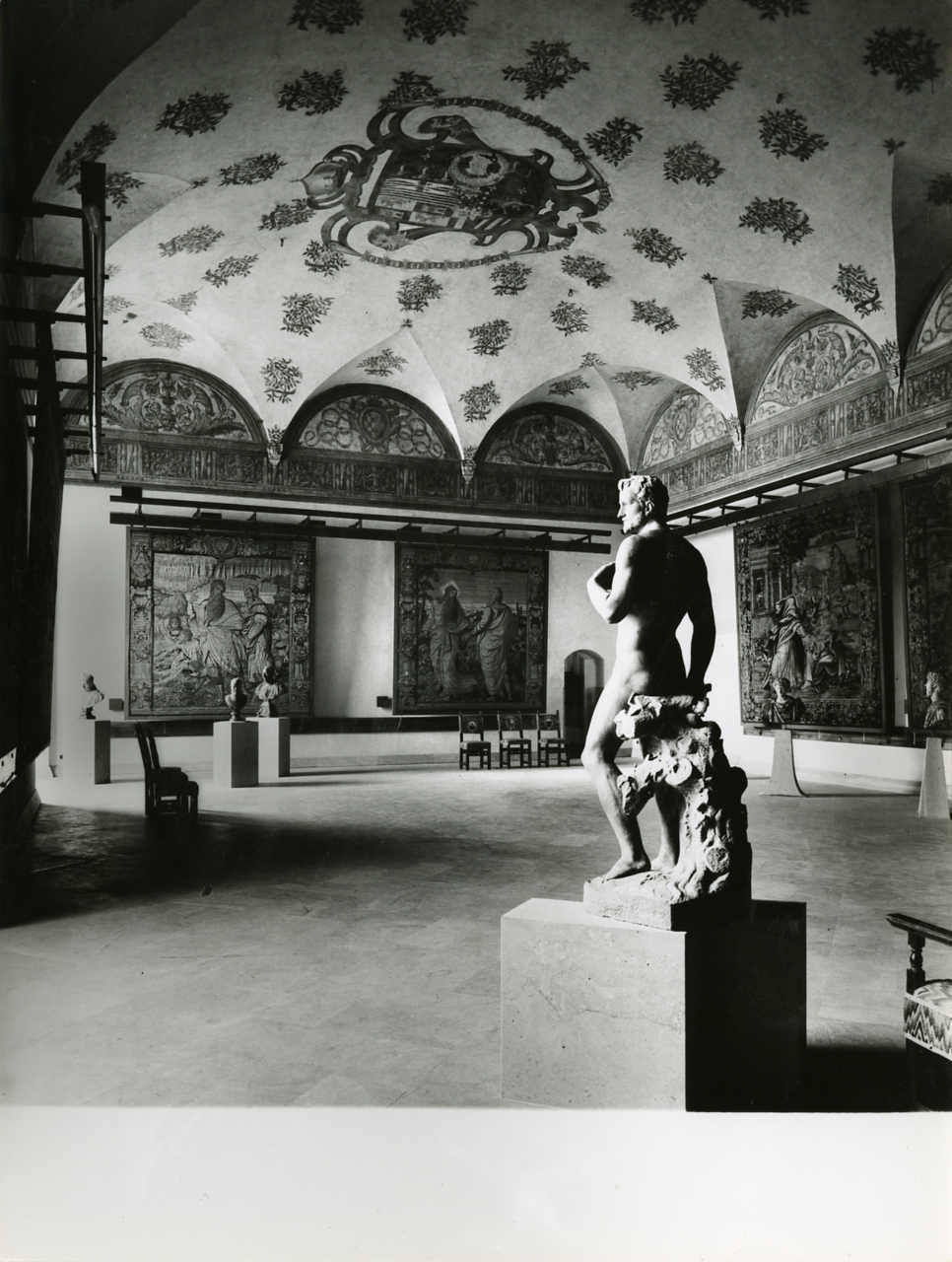
Vista della Sala degli arazzi

La sala, un tempo un ambiente di rappresentanza del Comune di Milano, è ora dedicata prevalentemente agli arazzi ed è dominata dalla presenza del cinquecentesco Gonfalone della Città di Milano, l'arazzo al centro della sala.  Nel 1565 fu affidato l'incarico per l'esecuzione dell'opera ai pittori manieristi Giuseppe Arcimboldi e Giuseppe Meda, che ne fornirono il disegno, eseguito poi dai ricamatori Scipione Delfinone e Camillo Pusterla, realizzato a ricamo e tempera con inserti preziosi. Dal punto di vista compositivo, il Gonfalone riproduce un arco di trionfo sotto il quale si trova Sant'Ambrogio, raffigurato con lo staffile e il pastorale, ai cui piedi stanno due soldati riversi. L'arco a tutto sesto presenta sui due lati quattro episodi della vita del Santo. Entro una cornice ovale, alla sommità dell'arco, è raffigurata la Fede, come una figura femminile seduta accanto alle tavole della Legge, che porta il calice e la croce. Nei pennacchi sono raffigurati i Santi Gervasio e Protasio, i martiri ritrovati da Ambrogio e con lui sepolti sotto l'altare della basilica ambrosiana. Alle spalle di Ambrogio, sotto un cielo stellato, vi è un edificio, evidente riferimento alla Chiesa.
Lungo le pareti sono appesi i cinque episodi delle storie di Elia ed Eliseo, realizzati a Bruxelles tra il 1550 e il 1560. I soggetti raffigurati sono: Elia che resuscita il figlio della vedova Sarepta, Il sacrificio dei profeti Baal, Elia che predice ad Achab il castigo divino, Eliseo che raccoglie il mantello di Elia rapito in cielo ed Eliseo che rifiuta i doni di Naaman. Sulla parete d'ingresso della Sala sono disposti due arazzi bruxellesi della metà del XVII secolo, realizzati da Gillam Van Cortenberg, che raffigurano due episodi della storia di Noè: L'apparizione del Signore a Noè e L'imbarco degli animali sull'arca.
La visita alla sala si completa con l'esame delle sculture, suddivise in tre nuclei espositivi, di diversa datazione. In questi ritratti si possono identificare Vespasiano, Marco Aurelio giovane, Lucio Vero e Giordano. All'estremità della parete che divide la Sala del Gonfalone dalla sala delle Asse, si può ammirare una statua a tutto tondo della seconda metà del XVI secolo, raffigurante Adamo sorpreso nudo ed appoggiato ad un tronco. Nell'opera si riconosce la mano del fiorentino Stoldo Lorenzi, scultore di formazione manierista, vicino soprattutto ai modi del Giambologna, nell'eleganza slanciata delle figure e nella ricerca della naturalezza delle pose. Il soffitto della sala è ornato da ramoscelli con fiori e frutti e coronato al centro dallo stemma dei reali di Spagna.

### Sala VIII o sala delle Asse – La decorazione leonardesca

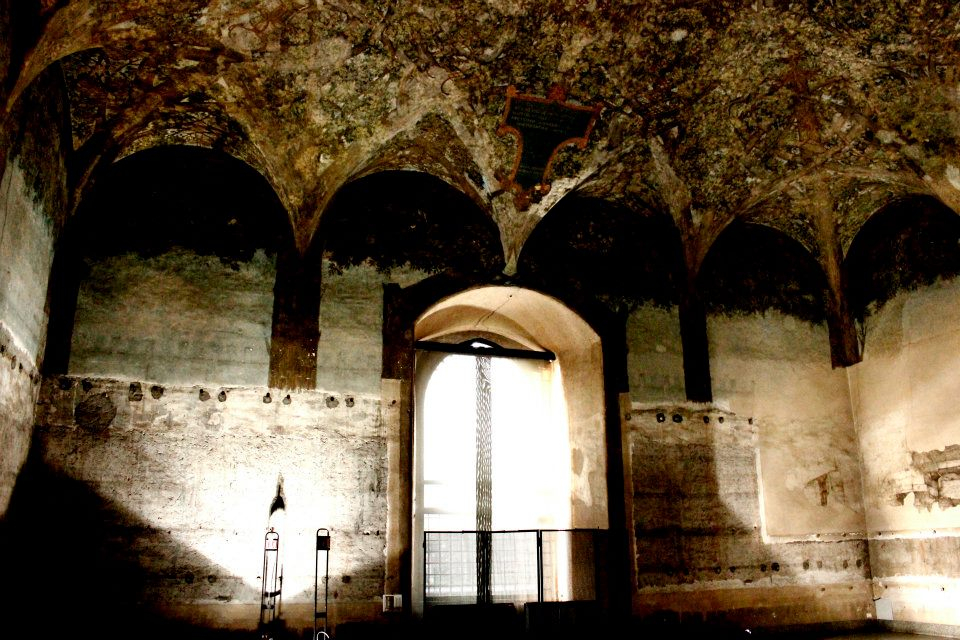
Decorazioni leonardesche (sala in restauro)

La decorazione pittorica della sala si deve alla committenza di Ludovico il Moro che aprì la sua corte a molti fra i maggiori pittori, architetti e letterati dell'epoca; primo fra tutti: Leonardo da Vinci. Leonardo da Vinci fu l'artefice della decorazione della volta e, originariamente, anche delle pareti della Sala delle Asse. Gli intrecci vegetali che decorano la volta della sala furono scoperti soltanto alla fine dell'Ottocento: venne, infatti, rimosso da una delle pareti il pesante strato di scialbatura che imbiancava tutta la sala rivelando con una straordinaria scoperta l'originaria decorazione. Il recupero della decorazione pittorica, diretto da Luca Beltrami, si rivelò un intervento quasi spregiudicato per l'interpretazione dell'originario progetto leonardiano e per le eccessive integrazioni pittoriche del restauratore: furono ignorate e occultate da un rivestimento ligneo le decorazioni a monocromo su una parete della sala, oggi riconosciute come parte dell'originale progetto decorativo e credute invece da Beltrami molto posteriori all'opera di Leonardo, e fu cancellata l'epigrafe celebrativa del XVI secolo, aggiunta durante il breve dominio francese, e sostituita con la scritta commemorativa del recupero del dipinto. Nel 1954 ci furono nuovi lavori di restauro. Rimuovendo le asse lignee del Beltrami, furono recuperati i lacerti di una prima stesura monocroma lungo le pareti della sala e la decorazione della volta fu alleggerita dai pesanti interventi pittorici del Novecento. Tornarono alla luce l'ormai logora decorazione della volta a intreccio e le raffigurazioni di tronchi, radici e rocce sulle pareti.
Cimentandosi nelle decorazioni della Sala delle Asse, Leonardo dovette basarsi su un programma iconografico ben preciso, forse suggerito o semplicemente ispirato dal committente dell'opera. Le rocce stratificate entro cui s'innestano radici nodose sono il punto di partenza per una composizione organica e unitaria, che, innalzandosi da terra, si sprigiona con forza lungo i tronchi degli alberi che sostengono le fronde intrecciate della volta, descrivendo un grandioso poema naturalistico. Se si valutano l'ambizioso programma politico e culturale di Ludovico il Moro e la personalità artistica di Leonardo, non ci si può accontentare di interpretare la Sala delle Asse come una semplice celebrazione naturalistica. Oltre alle caratteristiche esteriori degli alberi rappresentati (gelsi dalle smisurate radici, tronco colossale, foglia cruciforme e frutti rosso violaceo) anche quelle simboliche sembrano suggerire una relazione con il duca di Milano: il moro o gelso era sin dall'antichità simbolo di saggezza e di prudenza, allusione forse della politica di Ludovico. Gli ameni intrecci vegetali che originariamente dovevano essere sostenuti da robusti tronchi, potrebbero essere in realtà una celebrazione al duca di Milano, colonna e sostegno dello Stato Sforzesco.

### Sala XI o sala dei Ducali – Scultura lombarda tra gotico e rinascimento

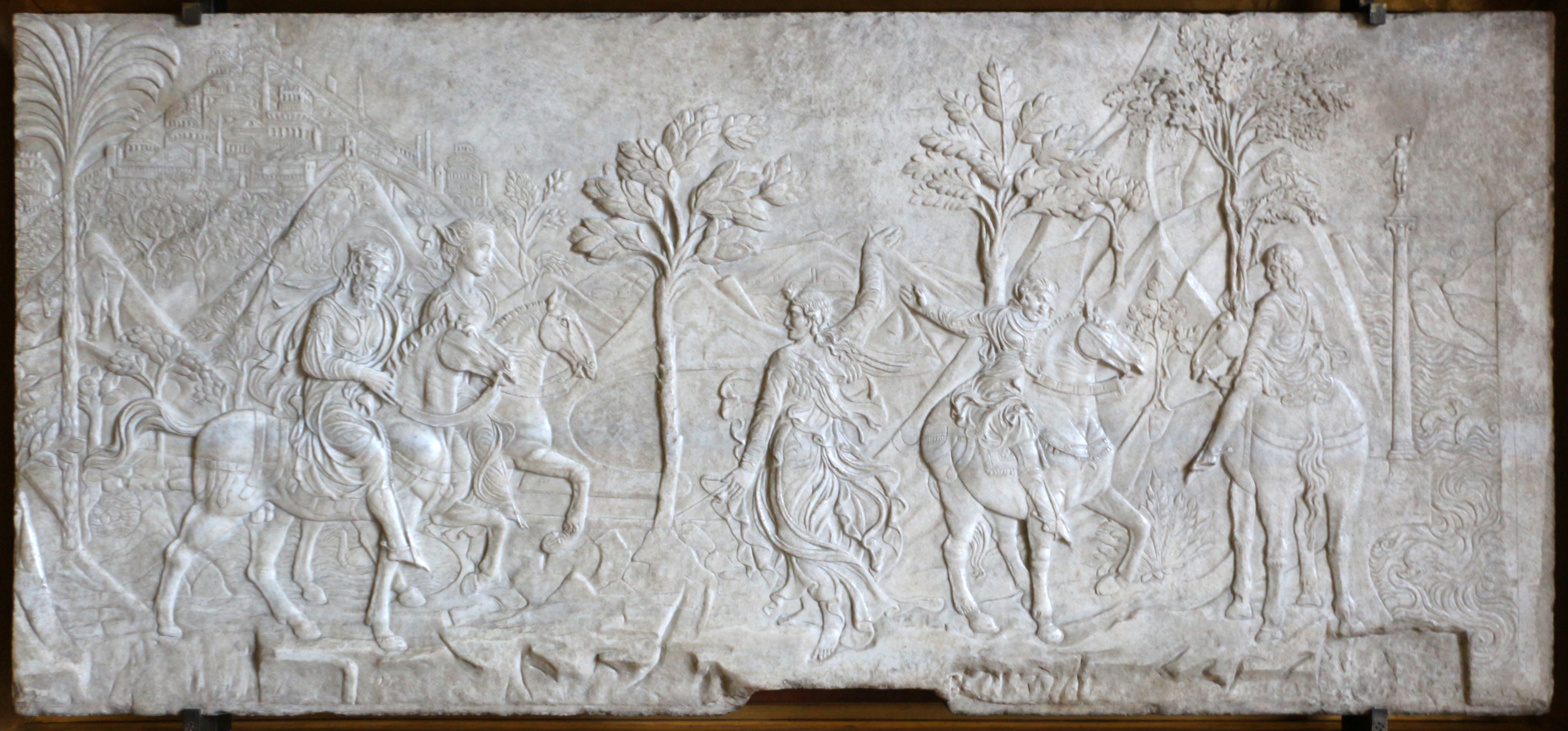
Agostino di Duccio, rappresentazione allegorica dalla cappella di san Sigismondo

La Sala dei Ducali trae la sua denominazione dalle decorazioni raffiguranti gli stemmi ducali. In questa sala si possono ammirare sculture risalenti alla prima metà del Quattrocento. Il periodo è caratterizzato dall'apertura del cantiere del Duomo di Milano, che implicò una serie di sollecitazioni che aprirono la situazione culturale milanese ad influssi toscani, veneti e transalpini. Tutto questo si coglie nella stupenda serie di capitelli del Palazzo Castiglioni di Castiglione Olona, il quale predilige forme improntate a una maggiore resa plastica che si identifica nell'impiego di volumi tondeggianti e pieni. Alla serie di frammenti castiglionesi fanno da contrappunto, lungo la parete opposta della sala, quattro Angeli reggi torcia, provenienti dalla Ca' Granda di Milano, l'antico Ospedale dei Poveri, oggi sede dell'Università degli Studi. Questi angeli risalgono al 1465, anno nel quale venne chiamato Francesco Solari a capo della Fabbrica dell'Ospedale. Il gusto tipicamente lombardo della scultura della seconda metà del Quattrocento è attestato da una lastra con Madonna e una Devota, dalle due terrecotte con la Pietà e la Deposizione nel Sepolcro e dalla terracotta policroma raffigurante un Priore certosino presentato da una Santa alla Vergine. Questo rilievo gravita nell'ambito stilistico di Giovanni Antonio Amadeo, personalità artistica di alto livello, al quale si deve il merito di aver adeguato le forme del Rinascimento toscano alla più squisita tradizione lombarda.
Alcuni frammenti appartenenti alle Raccolte di Arte Antica del Castello esposti in questa sala sono riconducibili alla presenza di maestranze venete e toscane in Lombardia nel Quattrocento. Una lastra marmorea scolpita ad altorilievo con la figura di San Giacomo con un modello di Chiesa proveniente forse dal Duomo di Milano e un timpano con l'Eterno Padre Benedicente rinvenuto a Cremona, documentano l'attività di scultori e lapicidi veneti, mentre un Rilievo con la Crocefissione, i frammenti di due terrecotte, un'anconetta con Madonna e Bambino e due formelle con busti di Angeli ci consentono di comprendere l'orientamento toscano della scultura intorno alla metà del XV secolo. A Jacopino da Tradate si deve la Madonna col Bambino nella quale possiamo notare il gusto decorativo del maestro lombardo, intento soprattutto nella ricerca di virtuosismi calligrafici, come dimostra lo svolazzo continuo e senza posa dei panneggi della veste della Madonna, sui quali sembra concentrarsi in modo particolare lo sforzo dello scultore a scapito di una resa di maggiore umanità e partecipazione emotiva dei personaggi. Ultima e singolare opera cui occorre accennare è il bassorilievo con raffigurazione allegorica rappresentante un episodio della vita di San Sigismondo di Borgogna, proveniente dal Tempio Malatestiano di Rimini ed eseguito da Agostino di Duccio. Il bassorilievo rivela l'estrema raffinatezza di quest'autore. Il prevalere del ritmo armonioso della linea con il conseguente svuotamento di ogni sostanza plastica conferiscono alla rappresentazione un'aerea leggerezza, sostenuta soltanto da un accentuato gusto per il decorativo.

### Sala XII o Cappella Ducale

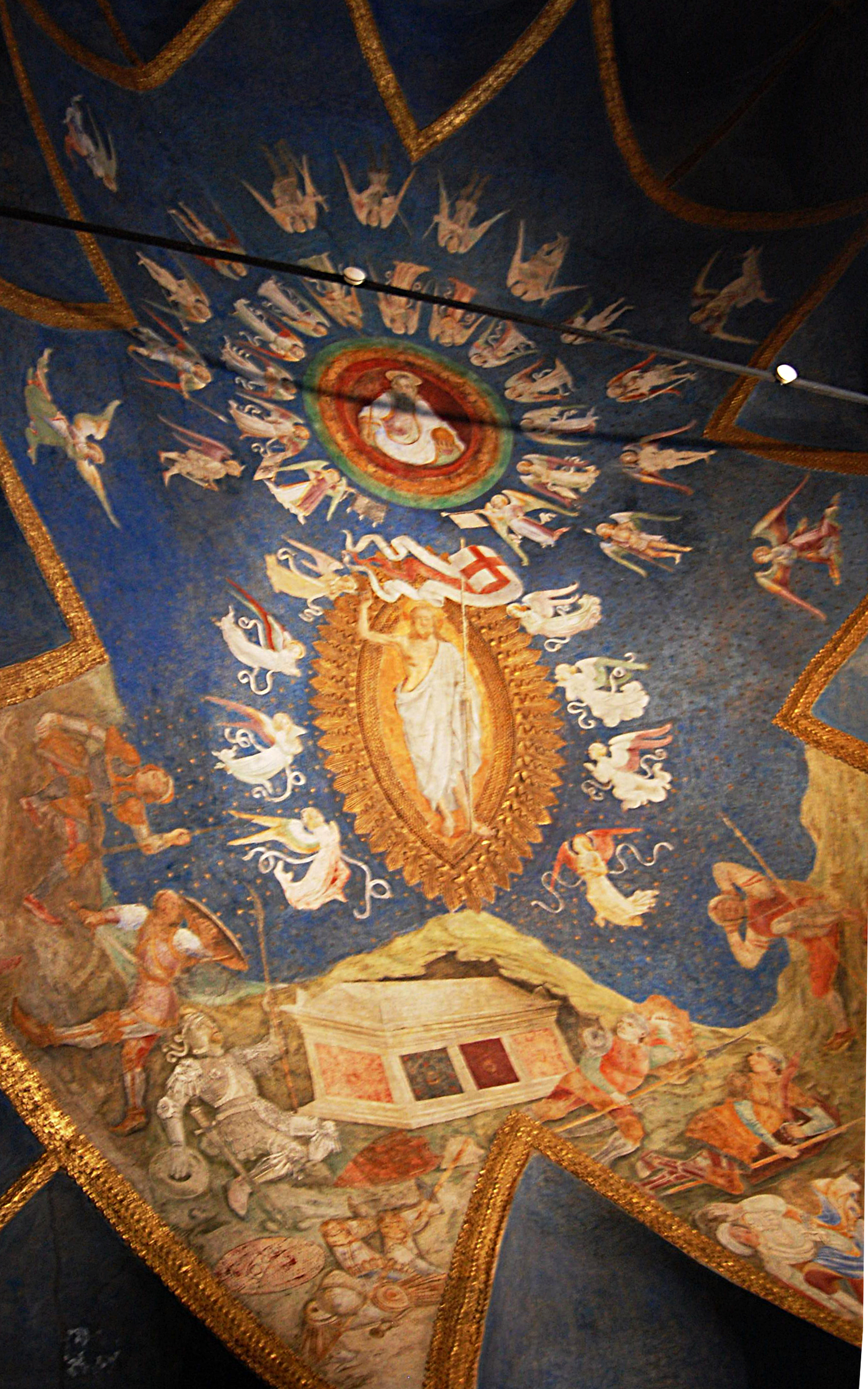
Volta Cappella Ducale(Sala XII)

La Cappella Ducale fu costruita per volere del Duca Galeazzo Maria Sforza e poi restaurata e riportata alle originarie dimensioni dopo aver cambiato diverse volte la sua destinazione d'uso (arrivò anche ad essere una scuderia durante il periodo napoleonico). Nella seconda metà del Quattrocento il duca, per motivi legati alla sicurezza, trasferì la propria dimora dal Palazzo Ducale di fianco al Duomo, all'interno del Castello di Porta Giovia, trasformando parte della fortezza in abitazione privata. Concluse il lavoro progettando la decorazione di alcune sale per le quali aveva appunto suggerito un preciso programma iconografico. Il pittore che decorò la cappella fu principalmente Bonifacio Bembo, artista tardogotico, affiancato da altri pittori considerati minori a causa della scarsa attenzione dei critici d'arte (Stefano de' Fedeli e Vismara). Ciò che programmò il duca per la Cappella fu la raffigurazione della Resurrezione di Cristo sulla volta centrale: stemmi, emblemi sforzeschi e l'Annunciazione nelle lunette sottostanti. Nel centro su fondo azzurro, è raffigurata la figura di Dio Padre circondato da schiere di Cherubini e Arcangeli, mentre il Cristo Risorto è vittorioso in una mandorla dorata circondata da schiere angeliche.
Davanti a un prezioso drappo è posta una Mensola della fine del XV secolo che regge la statua della Madonna col Bambino, scultura acquistata dal Comune nel 1950. La statua risale alla seconda metà del Quattrocento e presenta forti legami alla scultura lombarda del Trecento. Non si può determinare con certezza la produzione a un determinato artista, anche se è probabile che sia stata realizzata da Jacopino da Tradate, a causa dei forti segni che richiamano la sua corrente fredda. Il forte contrasto tra la corrente tardogotica e quella rinascimentale si nota principalmente nel confronto fra la statua della Madonna e il peduccio sottostante: diversi particolari fanno infatti pensare che la paternità delle opere sia attribuibile a due artisti diversi. Esposti nella Cappella sono anche due angeli musicanti attribuibili, ma non con certezza, a Giovanni Antonio Amadeo. Infine è esposta anche la Madonna col Coazzone (una lunga treccia dell'acconciatura) proveniente dalla Fabbrica del Duomo di Milano e generalmente attribuita a Pietro Antonio Solari.

### Sala XIII o sala delle Colombine – La scultura lombarda della seconda metà del Quattrocento

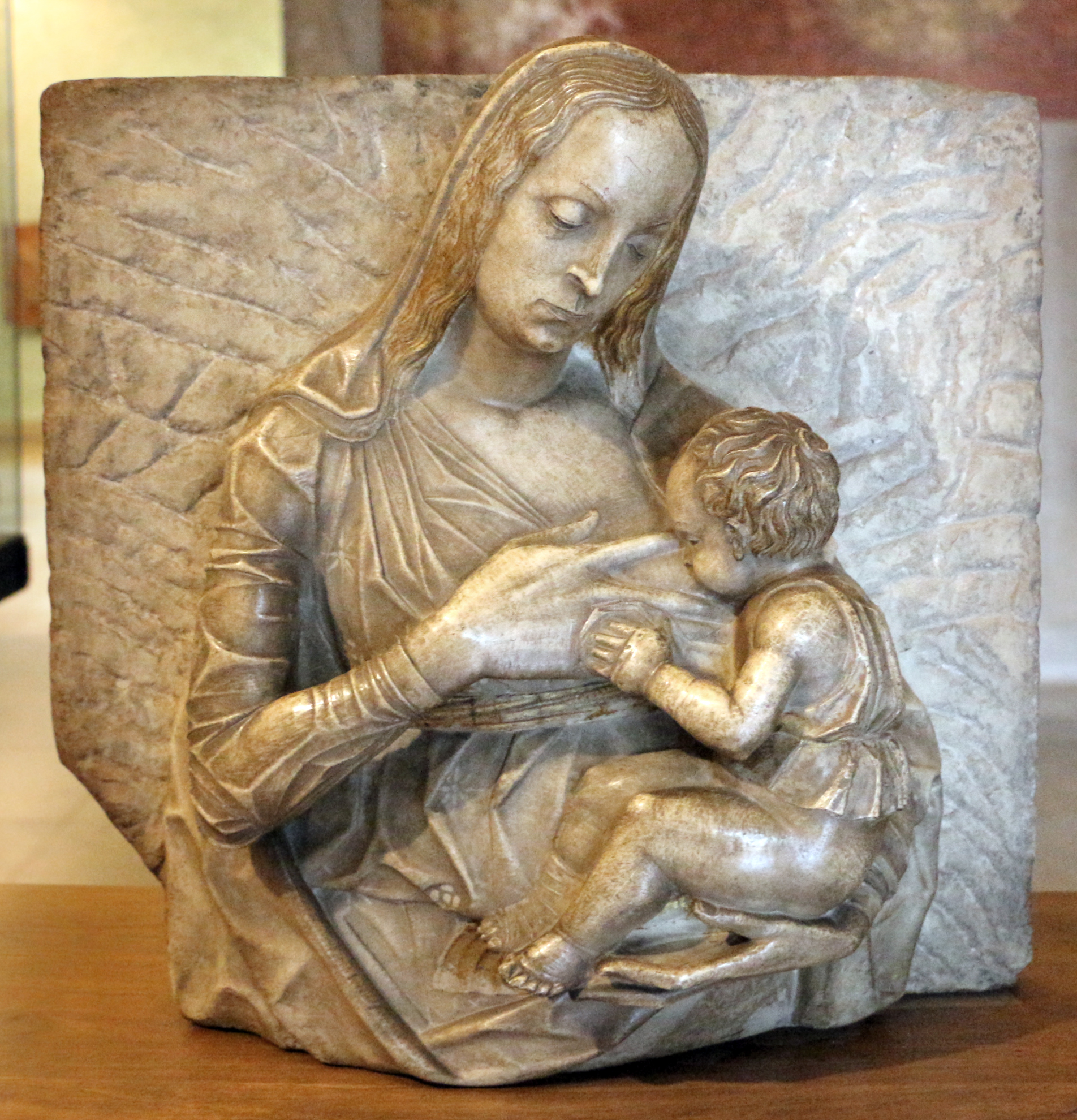
Madonna col bambino, scuola lombarda XIV sec.

Questa sala, ora debita ad accogliere alcune tra le migliori opere scultoree della seconda metà del Quattrocento, faceva parte dell'appartamento privato ducale e deve il suo nome alla decorazione della volta che rappresenta una colombina su un sole raggiante disegnata su uno fondo purpureo e che riporta il motto a bon droit ovvero "a buon diritto".
Nel XV secolo avviene una rinascita della produzione artistica lombarda grazie anche alle grandi fabbriche, quali il duomo, e maestri tra cui troviamo Giovanni Antonio Amadeo. Esempio mirabile di questa scultura sono le statuette allusive al Sacramento della Penitenza raffiguranti angeli con strumenti della Passione, le quali ne mostrano una visione più completa ed espressiva. Le tre sculture precedenti e il tondo con il presepio erano parte de l'Arca dei Martiri Persiani la quale fu commissionata a Giovanni Antonio Piatti ma fu conclusa da Giovanni Antonio Amadeo. Maestri degni di nota sono anche Cristoforo e Antonio Mantegazza di cui sono presenti nella sala due figure di apostoli genuflessi, il frammento di presepio raffigurante due pastori, i due angeli e i due frammenti a rilievo con figure di angeli, sculture ancora di base gotiche. La vasta attività di Amedeo influenzata anche da questi artisti e della sua bottega ebbe numerosi seguiti e ispirazioni, originando numerose opere oggi conosciute come Maniera dell'Amedeo, tra cui nella sala è possibile osservare due Formelle con l'Angelo e la Vergine Annunziata. Altre opere importanti per questo periodo sono la Madonna con Bambino e e l'altorilievo con la Pietà, recentemente attribuiti a Gasparo Cairano.

### Sala XIV o sala Verde – La scultura tra Quattro e Cinquecento e l'Armeria

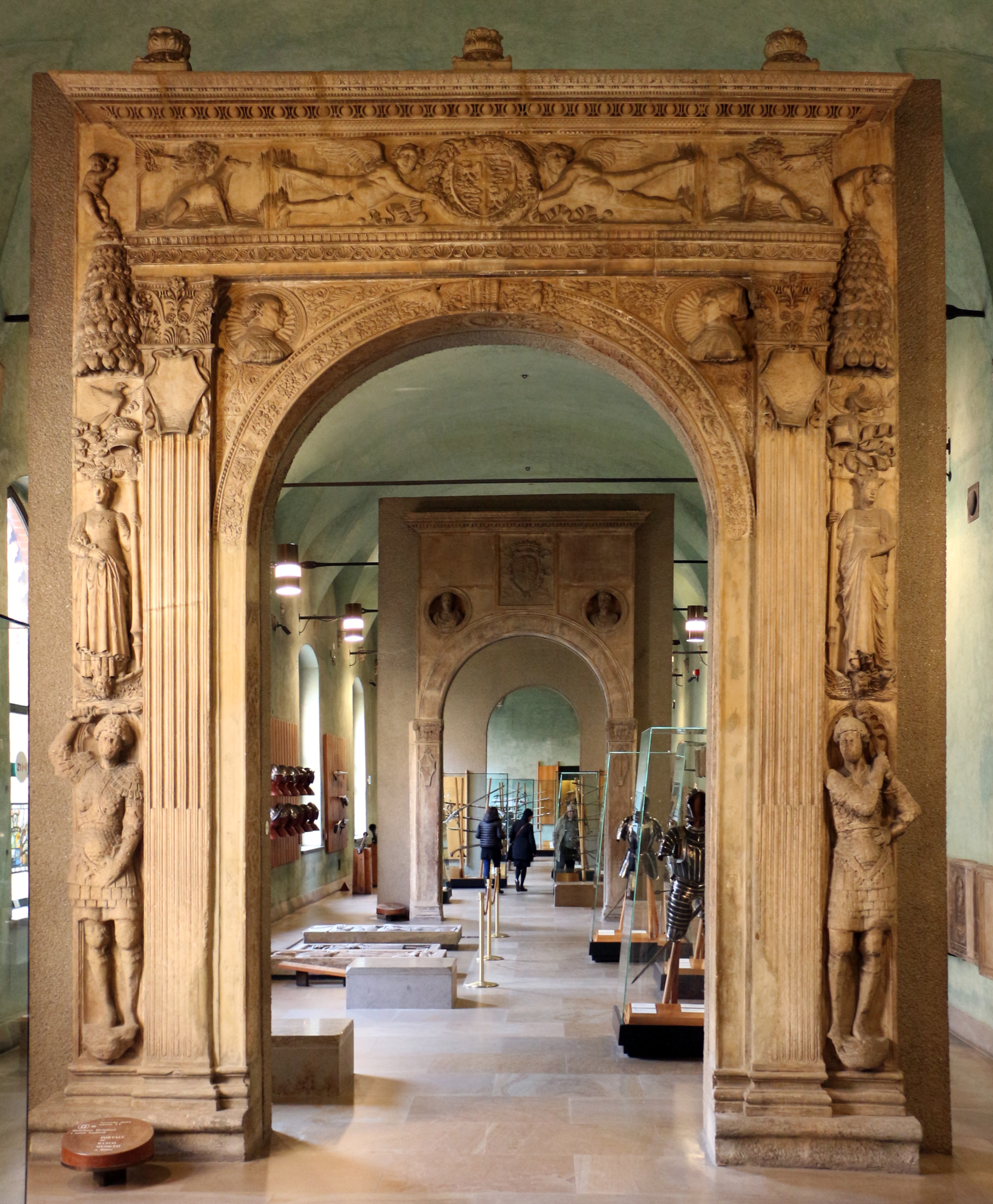
Michelozzo e artisti lombardi, Portale del Banco Mediceo a Milano, 1450-1500 ca

Galeazzo Maria Sforza commissionò gli affreschi della sala nel 1469. Un portale della metà del Quattrocento e proveniente da un palazzo di corso Magenta dà l'accesso alla sala. La struttura del portale è costituita da due pilastri laterali che si concludono in capitelli che sorreggono l'architrave, inoltre tutti i lati del portale sono decorati con motivi di derivazione classica. L'architrave è decorato da sette putti danzanti che reggono sulle spalle un nastro, a cui sono legate ghirlande di frutta e di foglie; nella faccia inferiore è visibile il monogramma di Cristo. Un repertorio di gusto classico si osserva nei due fregi in terracotta databili all'inizio del XVI secolo. Elemento di spicco è il Portale del palazzo del Banco Mediceo che ornava l'ingresso principale del palazzo Medici. Dopo aver oltrepassato il Portale sulla destra sono collocati i resti dell'originaria decorazione marmorea della facciata di Santa Maria presso San Satiro. Si tratta di quattro lastre rettangolari in marmo raffiguranti due Sibille, la Creazione di Adamo e la Creazione di Eva, racchiuse entro tondi centrali che rivestivano lo zoccolo inferiore della facciata. Nella sala si trova il Pulpito del refettorio del Convento di San Pietro in Gessate, datato intorno alla fine del Quattrocento. Il pulpito presenta una struttura a lesene e candelabri ornati con delfini e cornucopie.
La serie di portali, per cui questo ambiente è denominato anche Sala dei Portali, prosegue con il portale di Palazzo Bentivoglio, accesso principale dell'edificio che si trovava in piazza San Giovanni in Conca. Questa porta di chiara impronta manierista, è costituita da un arco a tutto sesto inquadrato in un cornicione sorretto da due pilastri lisci e reca una targa nella quale lo stemma è ormai illeggibile.
Anche l'armeria occupa un posto di rilievo nella sala, che caratterizza questo ambiente con la presentazione di armature, armi bianche e armi da fuoco, secondo un percorso storico e didattico. Il percorso è strutturato in quattro settori: il primo è dedicato alle armi del Quattrocento, il secondo a quelle del Cinquecento, il terzo a quelle del Seicento e l'ultimo alle armi del XVIII secolo e XIX secolo. Durante la seconda guerra mondiale la collezione subì un bombardamento e per salvarla dall'incendio fu trasportata nei magazzini. Si resero così necessari nel dopoguerra ampi interventi di restauro delle armi, in vista del nuovo allestimento (1956).

### Sala XV o sala degli Scarlioni – Il classicismo lombardo dei primi decenni del Cinquecento

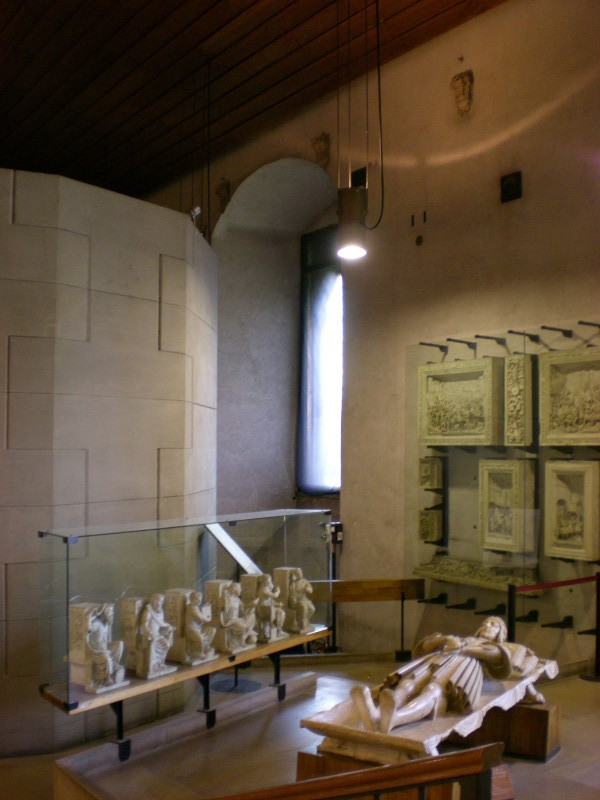
Sala degli Scarlioni

La Sala degli Scarlioni era il luogo nel quale il duca riceveva e deve il suo nome alle decorazioni bianche e rosse zigzagate.
Il tema della sala è il Manierismo a Milano di inizio Cinquecento, di cui sono un esempio la lastra decorativa dell'edicola Tarchetta del Duomo di Milano, il Trittico con la figurazione della Pietà, inizialmente utilizzato come architrave di un portale, poi unito alla costruzione dell'altare e infine tolto da questo per essere esposto in museo a fine Ottocento. Scultori del Manierismo milanese sono ad esempio Andrea Fusina di cui è esposto nella Sala l'Arca del vescovo Battista Bagarotto del 1519, commissionata dallo stesso quando era ancora in vita, Tommaso Cazzaniga di cui è stata riproposta la coppia di Pilastrini decorativi e Agostino Busti, detto il Bambaja, autore della Lapide sepolcrale del poeta Lancino Curzio e del Monumento funebre a Gaston de Foix, condottiero francese nipote di re Luigi XII. Sempre al Bambaja sono state attribuite le statue della Fede e di una Virtù non identificata che si presume facciano parte della Tomba Birago realizzata nel 1522 per Gian Marco Birago e Zenone Birago, sepolti nella chiesa di San Francesco Grande a Milano. 
Il tour all'interno di questa sala termina con il Busto della Mora, il cui artista è anonimo, risalente a metà Cinquecento periodo di grande crisi per gli scultori lombardi che si spostavano infatti a Roma dove ricevono molte commissioni da parte dei papi. Il Busto della Mora probabilmente appartenne alla famiglia Archinto, grandi collezionisti di lapidi e sculture fin dalla metà del Seicento, delle quali rimangono però molti dubbi sulla loro provenienza e sulle circostanze secondo le quali la collezione si è formata. Anche il termine Mora suscita ancor oggi molte incomprensioni, essendo un termine risalente a non prima degli inizi del nostro secolo. 

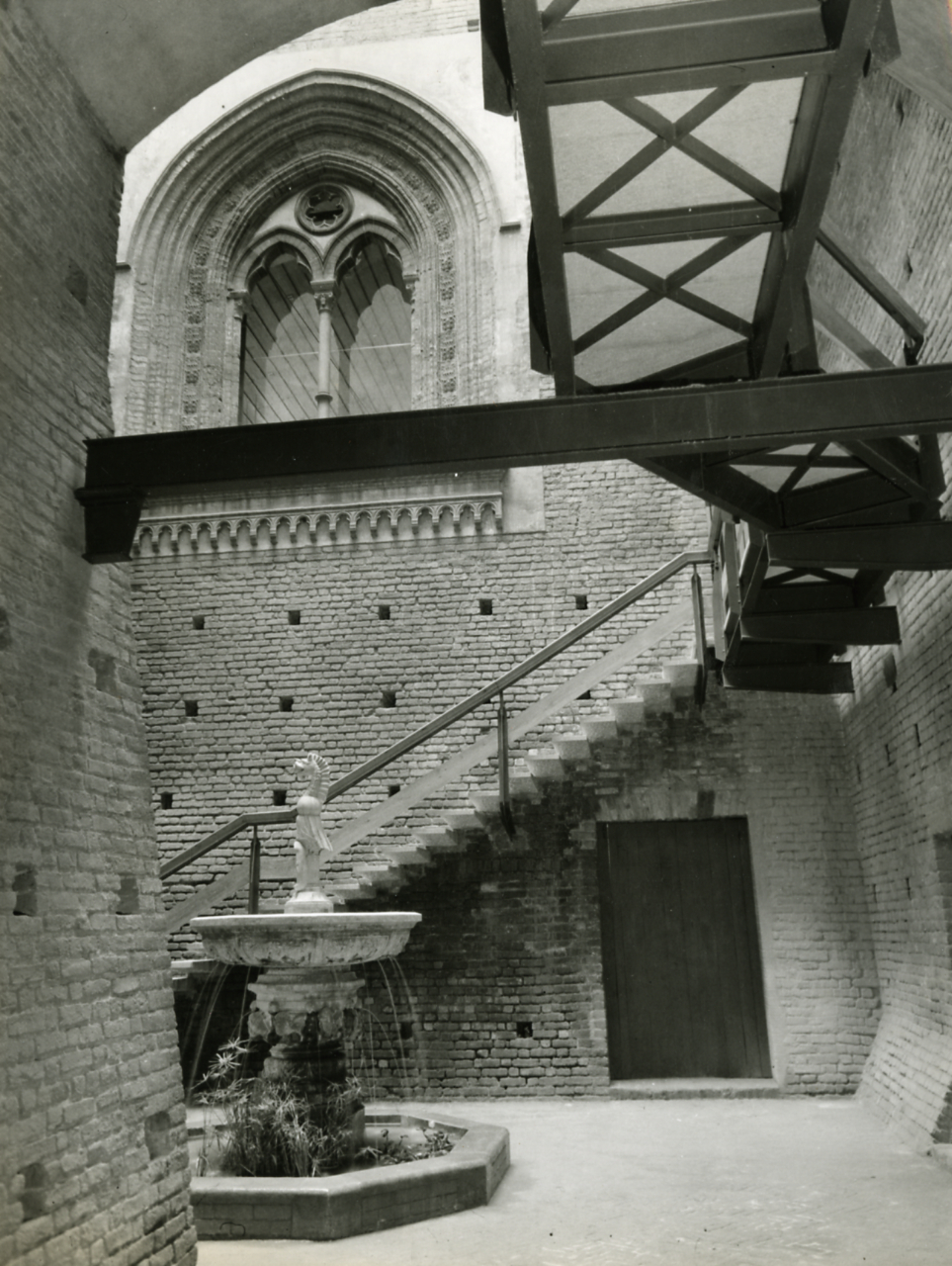
Fontana del Beltrami

All'uscita del museo d'arte antica, in un cortiletto sotterraneo, è stata collocata la fontana creata da Luca Beltrami nell'ultimo decennio dell'Ottocento, originariamente concepita quale ornamento posto al centro della corte ducale. La fontana fu creata da Beltrami utilizzando dei calchi appositamente eseguiti dell'acquasantiera conservata all'interno della Collegiata dei Santi Pietro e Stefano della città di Bellinzona, originale scultura rinascimentale lombarda proveniente da Vigevano. I calchi furono trasformati dall'architetto Beltrami in fontana, con l'aggiunta di un piedestallo, di una vasca e di una cuspide appositamente realizzata raffigurante il biscione visconteo, ora mutila. Durante i restauri effettuati nel dopoguerra fu spostata nell'attuale collocazione.

## Galleria d'immagini

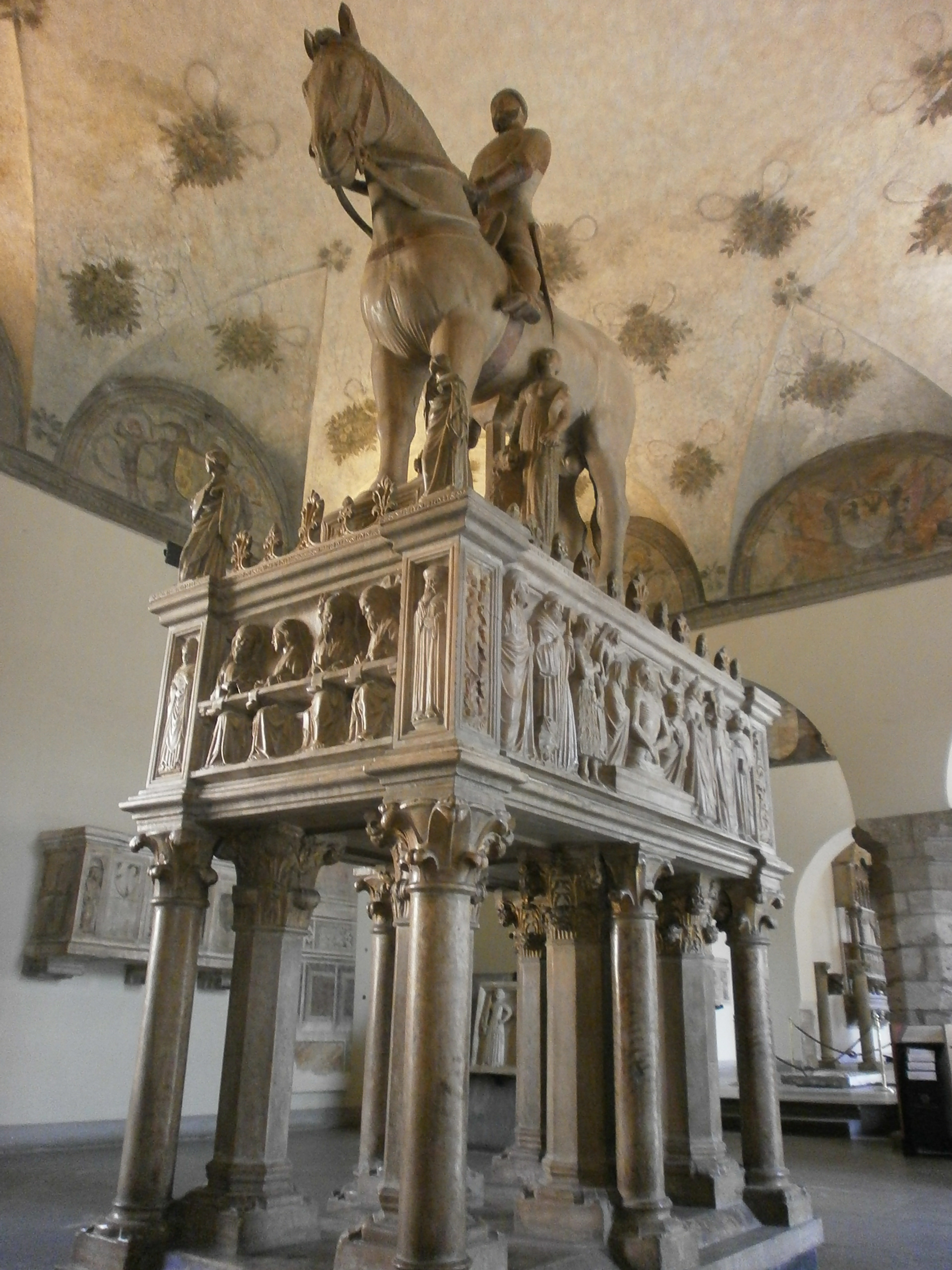
Monumento sepolcrale di Bernabò Visconti - XIV secolo
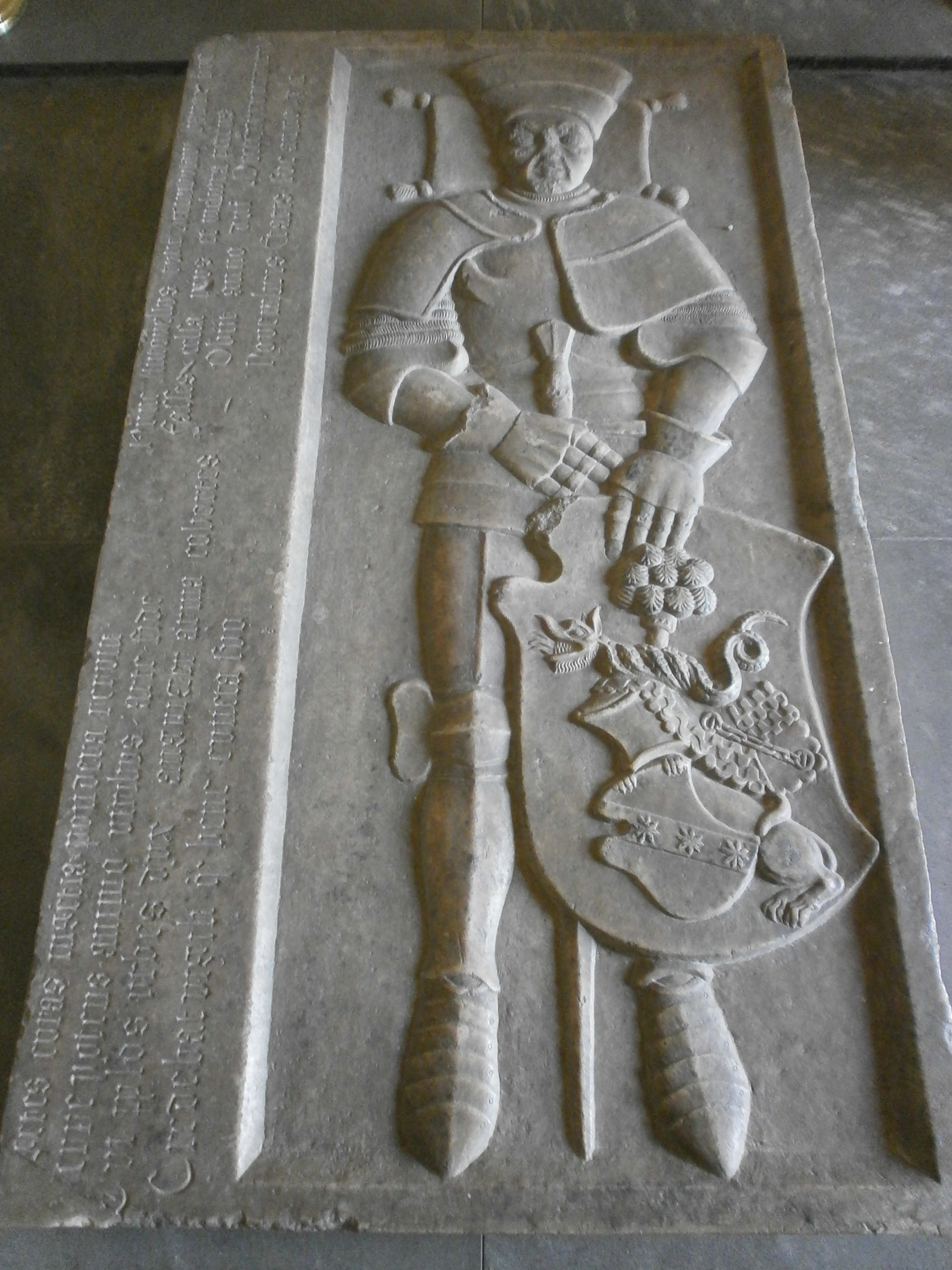
Lastra tombale di Antonello Arcimboldi - 1439 d.C.
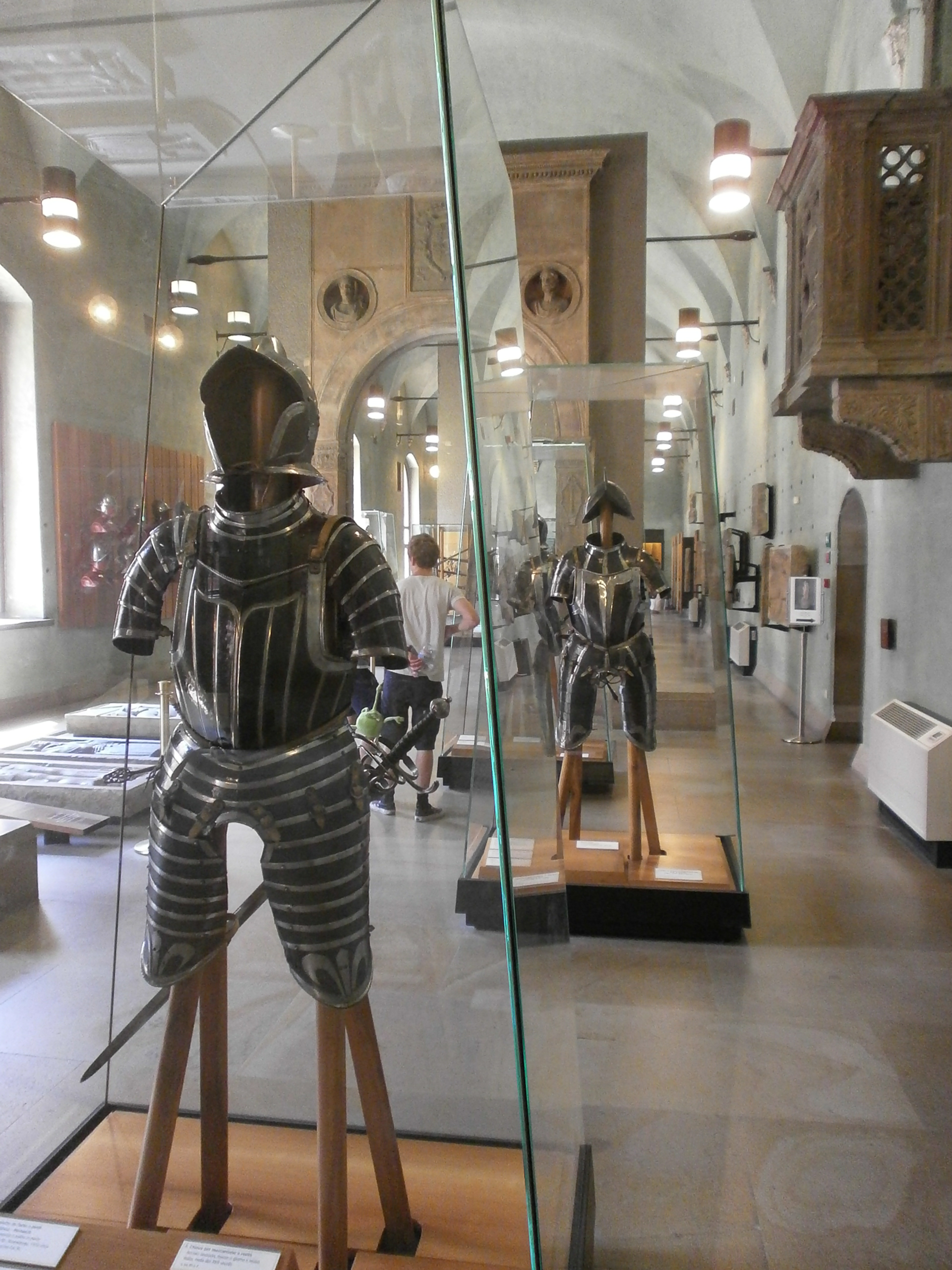
Armeria del castello
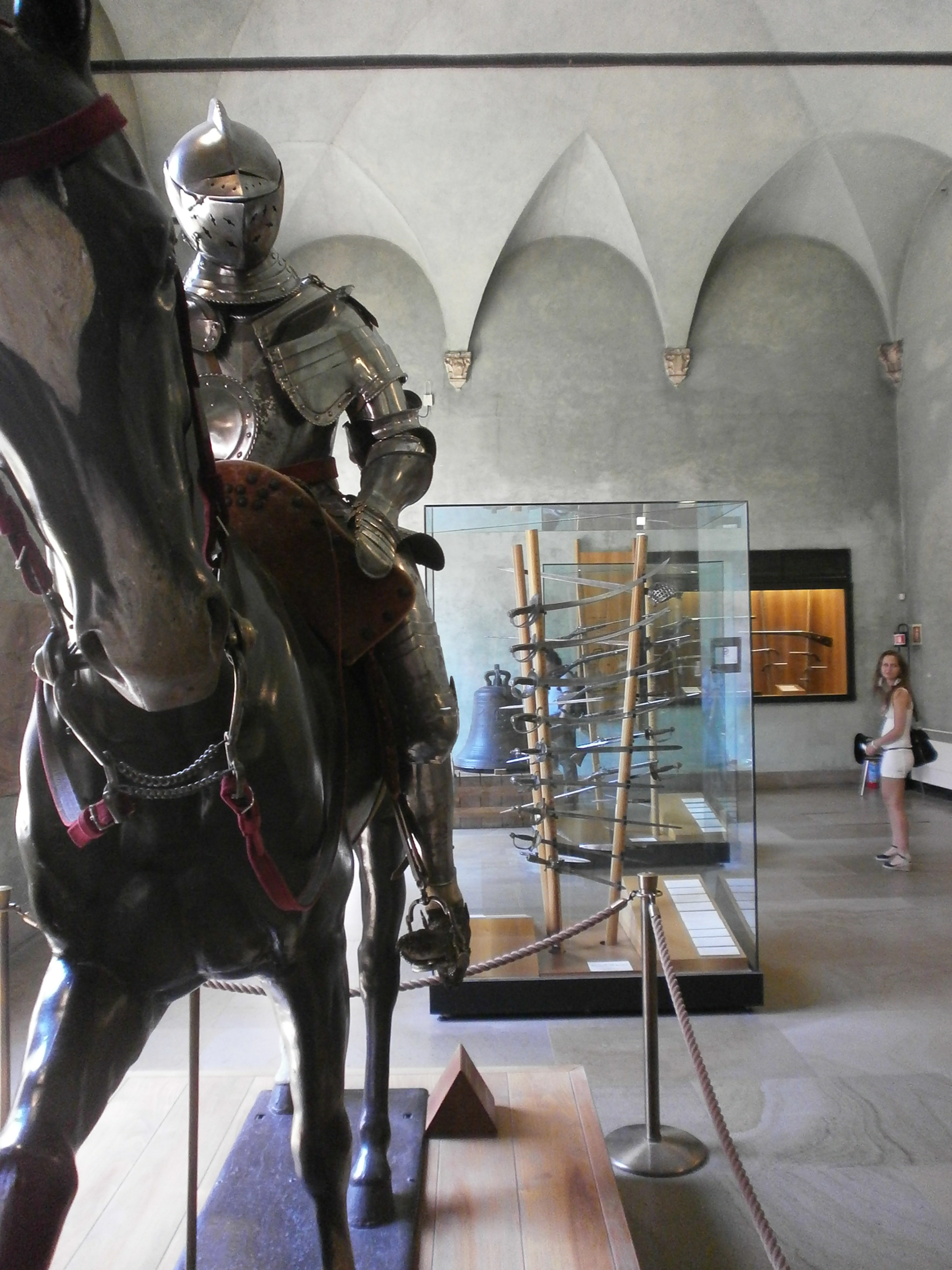
Armeria del castello
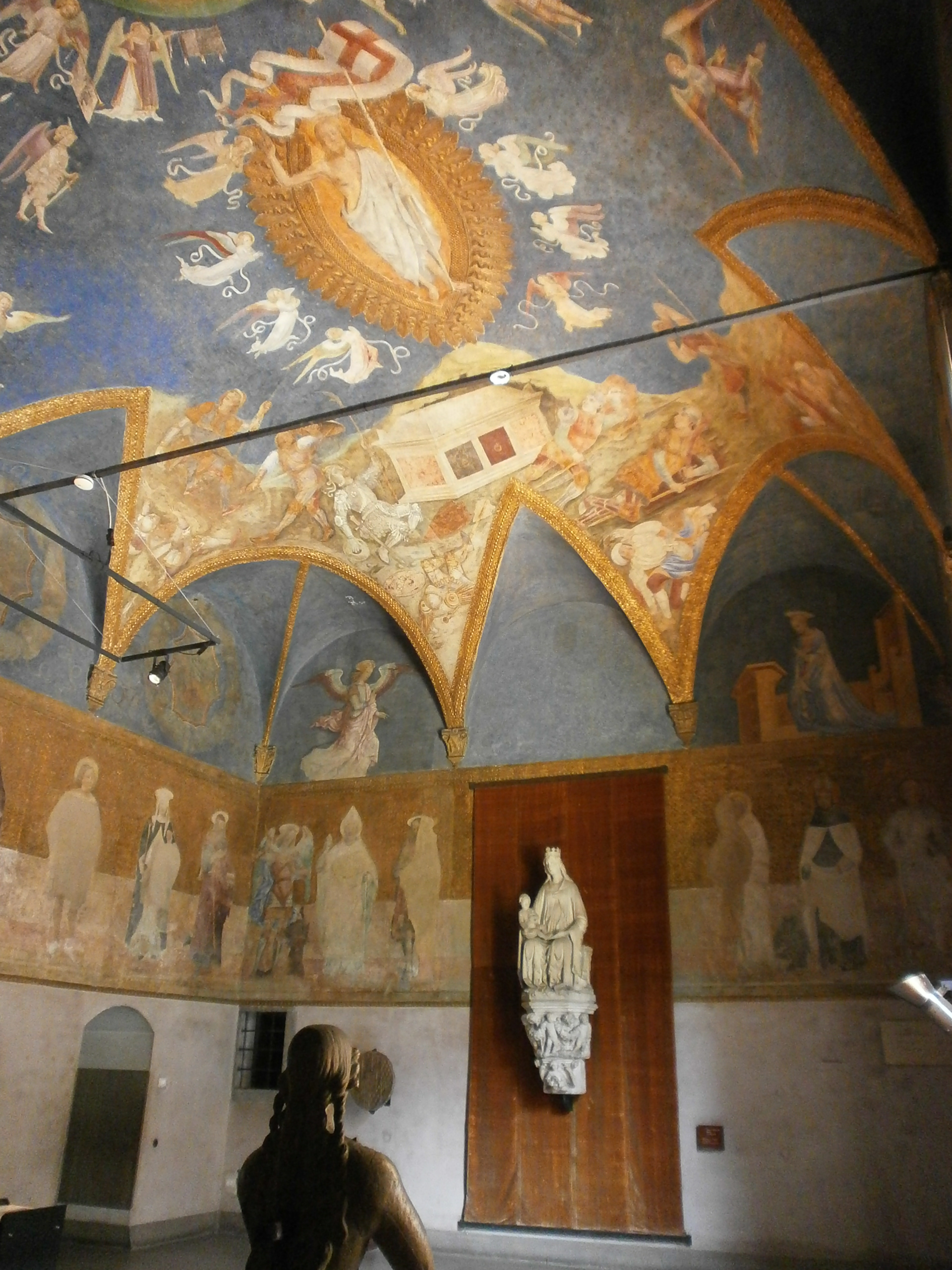
Una sala affrescata del museo
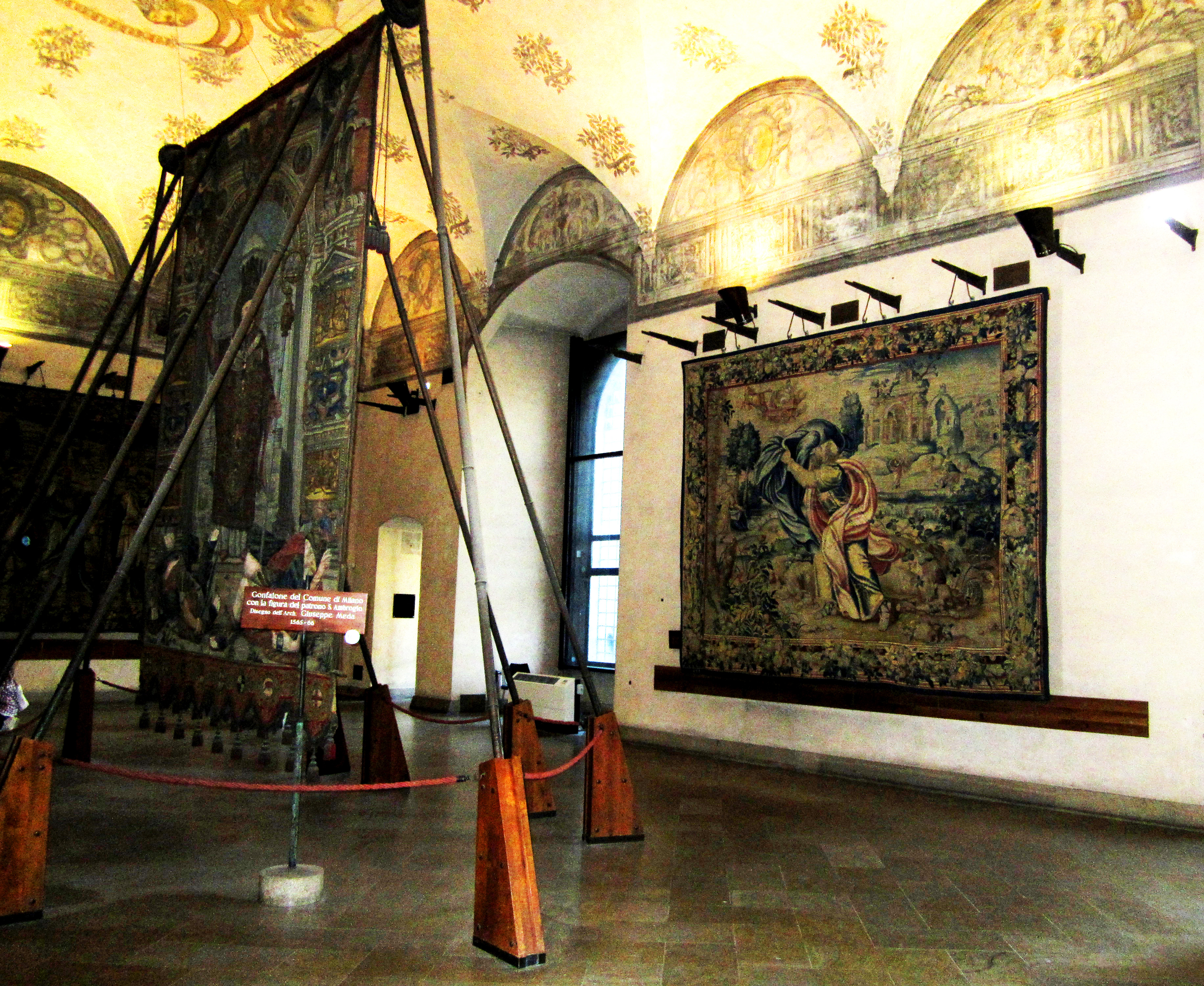
La sala degli arazzi